# Lockheed C-5 Galaxy
Il Lockheed C-5 Galaxy è un quadrimotore turbofan da trasporto strategico ad ala alta prodotto dall'azienda statunitense Lockheed Corporation.
In servizio dalla fine degli anni sessanta fino ad oggi, il C-5 Galaxy è uno degli aerei militari più grandi al mondo e, in quest'ambito, viene utilizzato esclusivamente dall'United States Air Force.
Con il C-5, la Lockheed si aggiudicò un concorso indetto dall'aeronautica statunitense per un aereo da trasporto di grande capacità e con motori a getto. Capace di oltre 100 tonnellate di carico utile, venne prodotto in due serie, per un totale di 131 esemplari ed ha avuto un equivalente solo nell'Antonov An-124 Ruslan superando l'An-22 Antei "Cock" che lo aveva di poco preceduto. Nella capacità di carico è stato superato definitivamente solo dall'An-225 Mriya, la versione esamotore Ucraino.
Il C-5M Super Galaxy è un modello frutto del programma di modernizzazione del C-5, con nuove avioniche e nuovi motori.

## Storia

### Sviluppo
Nel 1961, diverse aziende aeronautiche statunitensi iniziarono a studiare l'opportunità di realizzare un progetto di velivolo da trasporto pesante a getto in grado di sostituire il Douglas C-133 Cargomaster ed integrare nel servizio il Lockheed C-141 Starlifter. Oltre alle prestazioni globalmente più elevate la United States Army espresse la necessità di poter usufruire di un aereo da trasporto tattico che potesse disporre di uno scompartimento di carico di maggiori dimensioni interne di quello del C-141, quest'ultimo oramai troppo piccolo per trasportare numerosi equipaggiamenti di nuovo tipo. I vari studi portarono al progetto "CX-4", ma nel 1962 la proposta di un esamotore venne rifiutata in quanto non si riteneva fosse significativamente più evoluto del C-141.
Dalla fine del 1963, il nuovo progetto di massima venne ridesignato CX-X ed equipaggiato con quattro motori invece dei sei presenti nel progetto originale. Il CX-X aveva un peso carico di 550 000 lb (249 000 kg), la possibilità di trasportare al massimo un carico pari a 180 000 lb (81 600 kg) ed in grado di raggiungere una velocità di Mach 0,75 (500 mph, 805 km/h). Le dimensioni del compartimento merci erano state portate a 17,2 ft (5,24 m) di larghezza per 13,5 ft (4,11 m) di altezza e 100 ft (30,5 m) di lunghezza, e questo spazio era dotato di portelloni di accesso sia posteriori che anteriori. Al fine di poter raggiungere la spinta e l'autonomia necessaria all'utilizzo di soli quattro motori fu necessario avviare la progettazione di un nuovo motore che fosse dotato di una considerevole efficienza.

### Heavy Logistics System
Alla fine, le specifiche vennero definitivamente stabilite determinando, nell'aprile 1964, l'emissione di una richiesta per la fornitura di un "Heavy Logistics System" (sistema logistico pesante) (sigla CX-HLS, precedentemente CX-X). Nel maggio 1964 vennero ricevute le proposte studiate, per il velivolo, da Boeing, Douglas, General Dynamics, Lockheed, e Martin Marietta, e per la motorizzazione da General Electric, Curtiss-Wright Corporation, e Pratt & Whitney. Dopo una prima selezione, vennero stipulati contratti con Boeing, Douglas e Lockheed per l'esecuzione di uno studio supplementare di un anno per la struttura del velivolo, e con General Electric e Pratt & Whitney per i motori.
Tutti e tre i progetti presentavano delle caratteristiche simili. In particolare, tutti avevano scelto di posizionare la cabina di pilotaggio ben al di sopra della zona di carico per scongiurare, in caso di incidente, che lo stesso potesse scivolare verso la parte anteriore schiacciando l'equipaggio. Le proposte Boeing e Douglas impiegavano un "pod", posizionato sulla parte superiore della fusoliera, che conteneva la cabina, mentre la Lockheed estese la parte riservata all'equipaggio in una zona lungo tutta la parte superiore dando alla sezione una caratteristica forma a uovo. Tutti i progetti prevedevano l'adozione di un'ala a freccia e portelloni di carico anteriori e posteriori per poter eseguire simultaneamente sia le operazioni di carico che di scarico. Per la configurazione dell'impennaggio la Lockheed scelse un disegno a T mentre Boeing e Douglas mantennero un'impostazione più tradizionale.
L'Aviazione Militare considerò migliore il progetto Boeing rispetto a quello Lockheed, ma quest'ultimo aveva il prezzo d'offerta più basso. Lockheed fu scelta come vincente nel settembre del 1965, e le fu assegnato il contratto a dicembre 1965. Il progetto del motore di General Electric fu selezionato in agosto 1965.

### La produzione in serie
Il primo C-5A Galaxy (numero 66-8303) uscì dallo stabilimento della Lockheed-Georgia Company (GELAC) di Marietta, in Georgia, il 2 marzo 1968 ed il 20 giugno successivo venne portato in volo per la prima volta, con il call-sign "eight-three-oh-three heavy" (8303H), dando inizio alla serie di test preliminari per verificare l'affidabilità complessiva in condizioni di volo.
Gli incrementi di costo e i problemi tecnici del C-5A furono oggetto di una investigazione congressuale nel 1968 e nel 1969. Il Lockheed C-5 program è ricordato per la caratteristica di essere stato il primo programma a generare un extracosto di un miliardo di dollari.
Al completamento della serie di prove il primo C-5A venne trasferito al Transitional Training Unit presso la Altus Air Force Base, in Oklahoma, nel dicembre 1969. Lockheed poi consegnò il primo Galaxy con capacità operative al 437th Airlift Wing, basato presso la Charleston Air Force Base, in Carolina del Sud, nel giugno 1970. A causa dei costi di sviluppo più elevati del previsto, nel giugno del 1970 ci furono contatti tra il governo e la struttura militare per dividere le perdite che Lockheed stava subendo. La produzione fu quasi azzerata nel 1971, in quanto Lockheed stava andando incontro a difficoltà finanziarie, dovute in parte al C-5 Galaxy, ma anche al liner civile, il Lockheed L-1011.

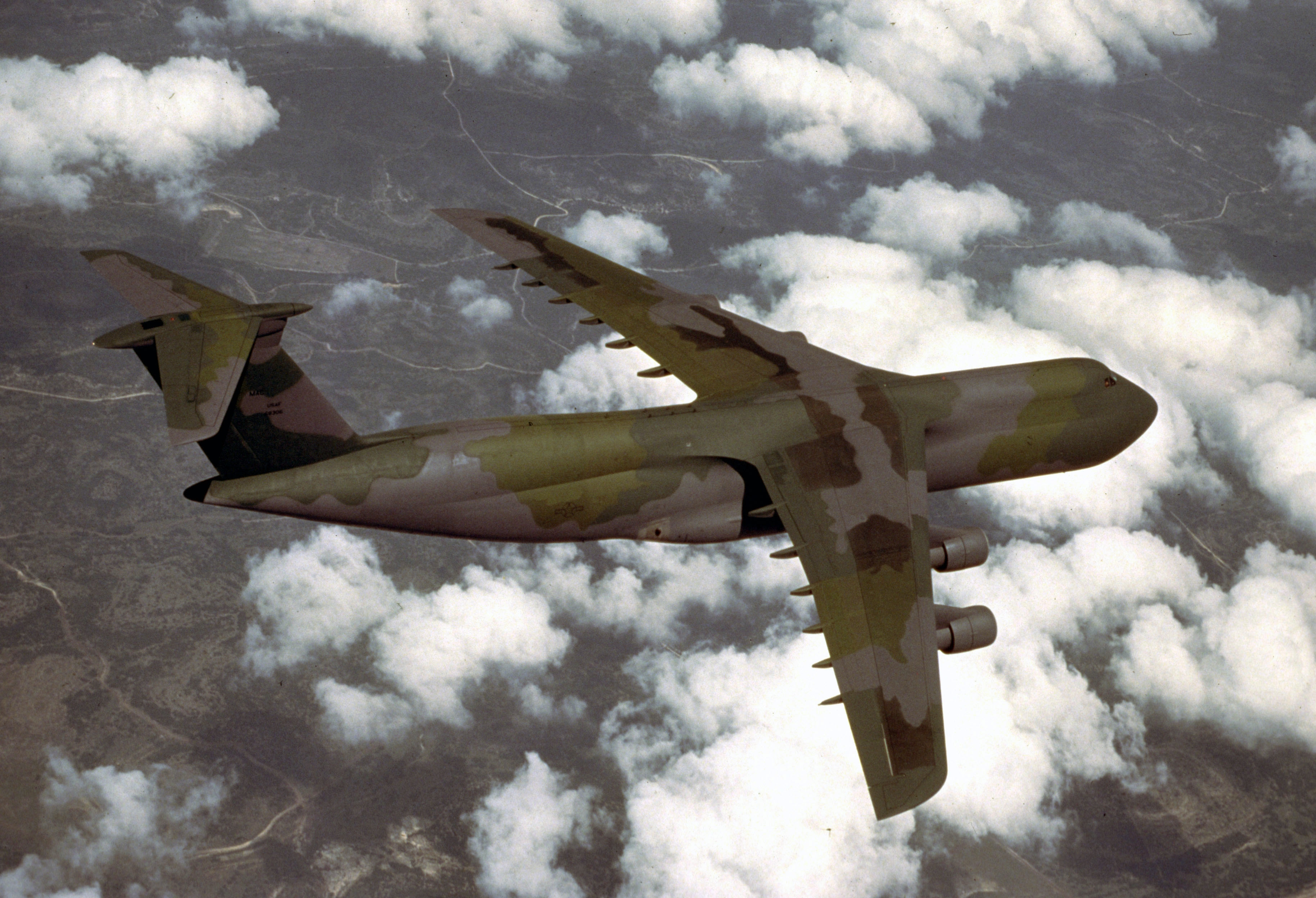
Il quarto C-5A Galaxy 66-8306 negli anni ottanta, nello schema mimetico European One.

Nei primi anni settanta, il C-5 venne proposto alla NASA come velivolo adatto a ricoprire il ruolo di Shuttle Carrier Aircraft per trasportare lo Space Shuttle al Kennedy Space Center, ma gli venne preferito il Boeing 747 grazie anche alla sua configurazione ad ala bassa. Al contrario l'Unione Sovietica decise di utilizzare nello stesso ruolo l'Antonov An-225 ad ala alta, derivato dall'An-124, che era il corrispondente sovietico del C-5 statunitense.
Durante le prove statiche e di affaticamento si verificarono delle fessurazioni nelle ali prima del completamento dei cicli dei test. Di conseguenza a tutti i C-5A fu imposta una riduzione all'80% del carico massimo previsto dalle specifiche progettuali e per limitare il valore del carico alare furono introdotti degli accorgimenti tecnici supplementari. Dal 1980, le capacità di carico durante le normali missioni in ambito non bellico furono limitate alle 50 000 lb (23 000 kg). Per ripristinare la piena capacità di carico utile e la vita operativa, nel 1976 venne avviato un programma di sostituzione delle ali in 76 esemplari di C-5A. Dopo il progetto ed i test effettuati sulla nuova ala i C-5A vennero aggiornati al nuovo standard tra il 1980 ed il 1987.
Il primo C-5B venne consegnato alla Altus Air Force Base nel gennaio 1986. Nell'aprile 1989, l'ultimo dei 50 C-5B venne aggiunto ai 77 C-5A già in carico nella struttura da trasporto tattico dell'USAF. Il C-5B includeva tutte le migliorie introdotte nel C-5A, oltre a numerose modifiche atte a migliorare l'affidabilità e la facilità di manutenzione.
Nel 1998, venne varato un programma destinato a recuperare le piene capacità operative del C-5 e dotarlo di profondi aggiornamenti, affiancando così il C-17 Globemaster III senza dover gravare il bilancio della Difesa Statunitense per l'acquisto di nuovi velivoli. Benché nell'agosto 2009 fosse ancora oggetto di discussioni al Congresso sulla sua effettiva efficacia, il programma generò una nuova variante alla quale venne assegnata la designazione ufficiale C-5M Super Galaxy.
Il programma, diviso in due fasi, si compose con l'iniziale Avionics Modernization Program (AMP), con la finalità di aggiornare l'avionica dei C-5 introducendo un glass cockpit, un nuovo equipaggiamento di navigazione ed un nuovo pilota automatico. Un secondo programma, detto Reliability Enhancement and Re-engining Program (RERP), era invece finalizzato ad aggiornare l'impianto propulsivo ed aumentarne l'efficienza e l'affidabilità riequipaggiando i velivoli con nuovi motori in grado di dare un incremento di spinta. Al programma di aggiornamento che si è concluso nell'agosto 2018 (con la consegna dell'ultimo aereo) sono stati sottoposti 49 C-5B, 2 C-5C ed 1 C-5A.

### Impiego operativo

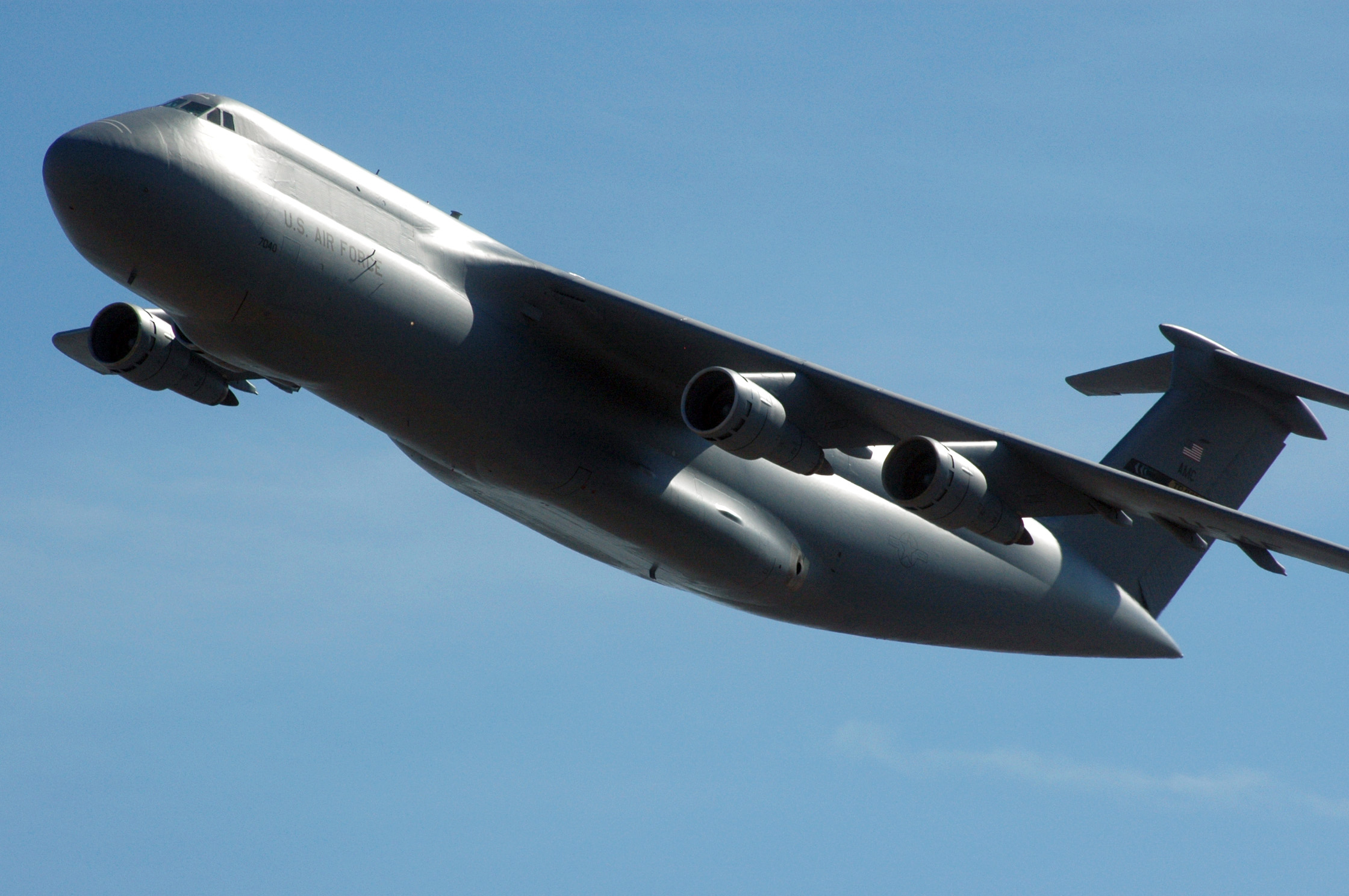
Un C-5 basato alla Warner Robins AFB.

Il primo C-5A venne consegnato all'USAF il 17 dicembre 1969. I reparti (Wings=stormi) vennero costituiti nei primi anni settanta presso la Altus AFB (in Oklahoma), la Charleston AFB (in South Carolina), la Dover AFB (in Delaware), e la Travis AFB (in California). La prima missione operativa in combattimento dei C-5 si svolse il 9 luglio 1970 nel sud-est asiatico, nell'ambito della guerra del Vietnam, e rimase operativo durante tutto il suo svolgimento in missioni di trasporto di truppe ed equipaggiamenti bellici, tra i quali carri armati e vari velivoli. Inoltre, nel 1973, i C-5 vennero utilizzati per trasportare armi e rifornimenti ad Israele nell'ambito dell'Operazione Nickel Grass.
Durante gli anni ottanta i C-5A vennero dotati di una nuova ala per ovviare a problemi di affaticamento riscontrati nei primi modelli, riacquistando così la piena capacità operativa prevista dal progetto originario. I reparti da trasporto tattico USAF cominciarono a ricevere il primo dei 50 C-5B previsti il 28 dicembre 1985. La completa evasione dell'ordine si esaurì con l'ultimo esemplare consegnato nell'aprile 1989.

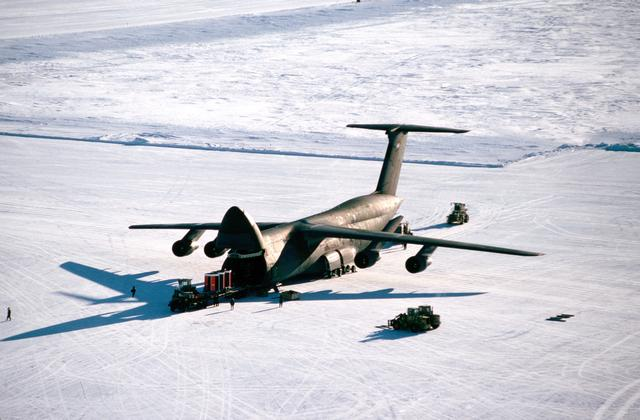
Il personale mentre scarica un C-5 Galaxy sulla superficie ghiacciata del Williams Field, nei pressi della stazione McMurdo, Antartide nel 1989.

Il C-5 è il velivolo più grande che abbia mai operato in territorio antartico. Il Williams Field, un aeroporto situato presso la stazione McMurdo, è in grado di gestire le operazioni dei C-5 ed il primo di questi aerei atterrò sulla sua superficie nel 1989.
A partire dal 2005 l'USAF ha iniziato a ritirare i C-5A dal servizio operativo.
Il primo di 14 esemplari, il numero 69-0004, venne inviato al Warner Robins Air Logistics Center (WR-ALC) per essere esaminato ed in seguito smantellato. Le valutazioni ricavate dai test sono servite per valutare l'integrità strutturale del velivolo e per determinare la vita operativa residua della flotta restante. I successivi 13 C-5A vennero inviati all'Aerospace Maintenance and Regeneration Group (AMARG) dell'USAF; il primo dei quali, il numero 66-8306, subì il medesimo iter di quello inviato al WR-ALC mentre i restanti 12 esemplari vennero fatti oggetto di un programma di test non distruttivi finalizzati alla verifica delle soglie di affaticamento massimo e di corrosione.

## Descrizione tecnica

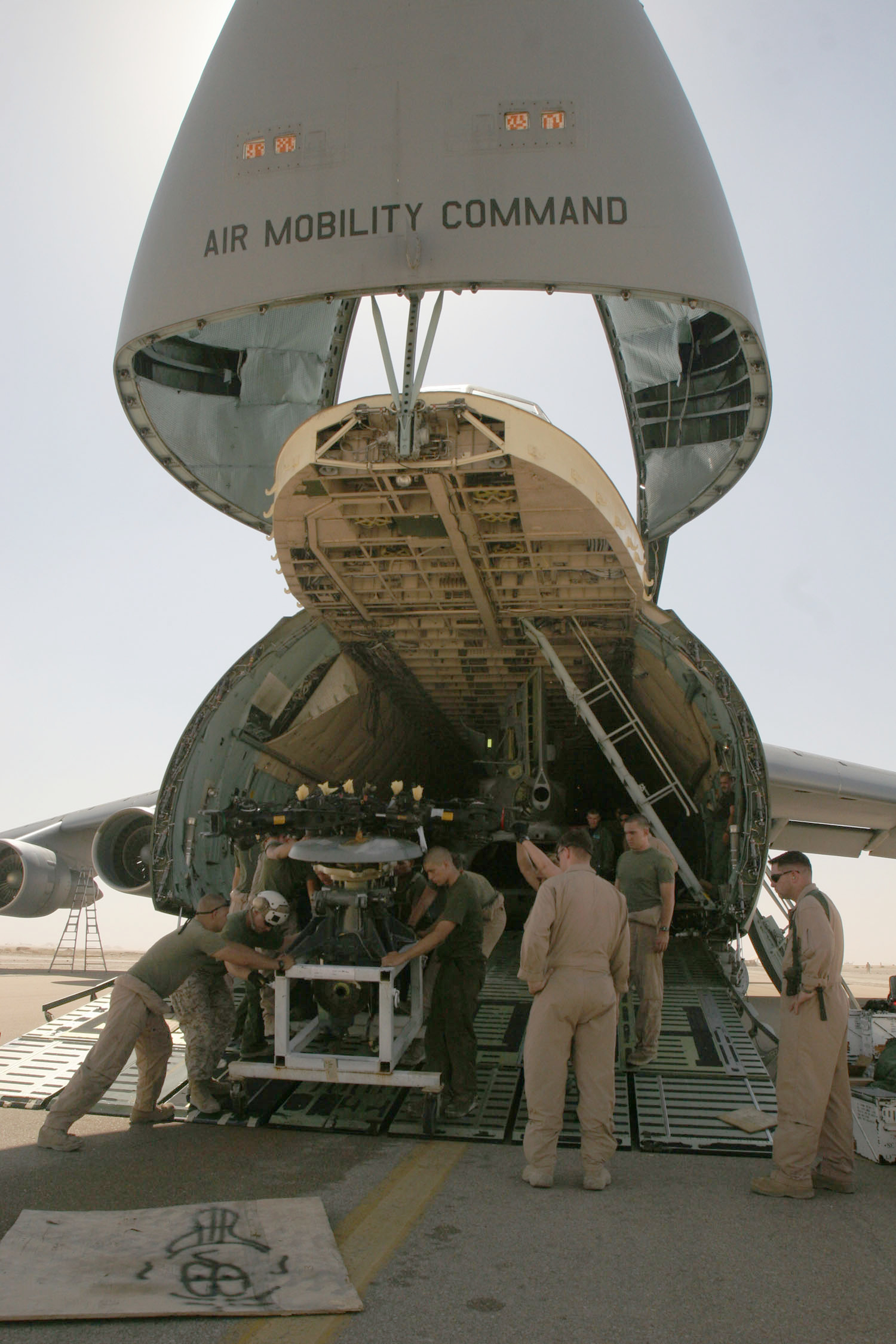
La sezione anteriore della fusoliera del C-5 Galaxy sollevata per consentire lo stivaggio di carichi ingombranti, in questo caso 3 elicotteri Boeing CH-46 Sea Knight.

Il C-5 è un velivolo da trasporto dall'aspetto imponente, simile al predecessore Lockheed C-141 Starlifter, ma dalle dimensioni maggiori, caratterizzato principalmente dall'ala alta con un angolo di freccia positivo di 25 gradi, dall'impianto motore basato su 4 turbofan (o turboventola) TF39 alloggiati in altrettante gondole motore montate su piloni subalari e dalla coda dotata di impennaggio a T. All'interno dell'ala sono alloggiati 12 serbatoi di carburante e lo stesso velivolo è equipaggiato per il rifornimento in volo. Possiede inoltre dei portelloni di accesso sia a prua che a poppa per permettere il passaggio di mezzi per la fase di carico e scarico.
Il suo compartimento di carico misura 121 ft (37 m) di lunghezza, 13,5 ft (4,1 m) di altezza, 19 ft (5,8 m) di larghezza per un totale di 31 000 cu ft (880 m3), le dimensioni sono tali da contenere fino a 36 contenitori standard 463L, oppure un misto di materiali su pallet e veicoli. L'apertura dei portelloni d'accesso anteriore e posteriore è tale da sfruttare completamente la larghezza ed altezza della stiva e le rampe di carico sono di larghezza pari al piano della stiva e permettono di imbarcare una doppia fila di veicoli.
È presente un ponte superiore dove possono prendere posto fino a  73 passeggeri, rivolti verso la coda dell'aereo anziché verso il davanti. A pieno carico le corse di decollo ed atterraggio sono rispettivamente 2500 m e 1500 m. Il carrello d'atterraggio a bassa pressione sulla pista ha 28 ruote per distribuire meglio il peso. Il carrello principale posteriore è sterzabile per ridurre il raggio delle curve in manovra a terra e ruota di 90 gradi fino a disporsi in orizzontale dopo il decollo e prima della retrazione all'interno dell'aereo. Durante le fasi di carico e scarico, è possibile agire sul carrello per far diminuire l'altezza dal suolo dell'aereo e facilitare le operazioni ai mezzi di trasporto che operano sul piano stradale.
Il Galaxy è dotato di un sistema di autodiagnosi con più di 800 punti di rilevamento denominato MADAR (Malfunction Detection Analysis and Recording). Il C-5 è anche soprannominato dai suoi equipaggi FRED dalle iniziali inglesi della frase fucking ridiculous economic/environmental disaster - "fottuto ridicolo disastro economico/ambientale", a causa dei suoi problemi di affidabilità e grande consumo di combustibile. Secondo informazioni divulgate nel 1996, occorrono in media 16 ore/uomo di manutenzione per ogni ora di volo. Il Galaxy è dotato di un sistema noto come Low Pressure Pneumatic System (LPPS), cioè sistema pneumatico a bassa pressione, che utilizza un compressore a turbina spinto da aria spillata dai compressori dei motori principali ed in grado fornire la pressione di 150 psi necessaria per gonfiare gli pneumatici a terra.
Il Galaxy è in grado di trasportare dagli Stati Uniti a qualsiasi parte del globo quasi ogni tipo di veicolo o sistema d'arma delle forze armate USA, compreso l'M60A1 Armored Vehicle Launched Bridge (AVLB), versione gettaponte del noto mbt.

## Versioni

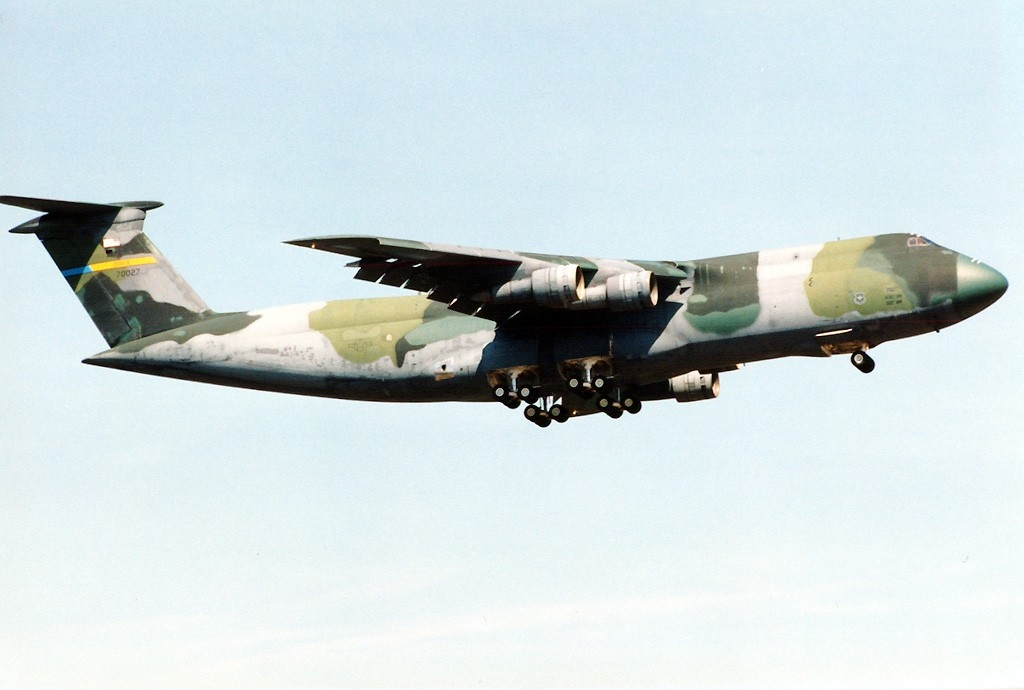
Un Lockheed C-5B Galaxy

C-5A
Versione originale del C-5 realizzata in 81 esemplari consegnati ai reparti USAF tra il 1969 e il 1973. A causa del riscontro di cedimenti strutturali nell'ala la capacità di carico venne ridotta dando origine ad un programma che genererà la versione C-5B.
C-5B
Versione aggiornata e modificata nella struttura alare, adottando una nuova ala in lega d'alluminio, una nuova avionica ed un più potente impianto motori, i TF-39-GE-1C da 190 kN (43 000 lbf) di spinta. Realizzata in 50 esemplari riporta il C-5 alla piena operatività prevista in sede progettuale.
C-5C
Versione modificata del C-5 con dimensioni della stiva incrementate e destinata al trasposto di carichi di grandi dimensioni. Realizzata in 2 esemplari viene utilizzata dalla NASA per il trasporto di satelliti artificiali dagli stabilimenti di produzione alle strutture addette alla loro integrazione.
C-5M
Ultima versione del C-5, ottenuta con l'ammodernamento dell'avionica che comprende un nuovo autopilota. L'impianto propulsore è composto da 4 turboventola General Electric CF6-80, che sostituiscono i vecchi TF39. I motori più moderni permettono un aumento dell'efficienza di carburante e delle prestazioni, così come una riduzione di emissioni e rumore. Questa versione, chiamata Super Galaxy, è destinata a sostituire tutti i modelli di C-5 ora in servizio e ad affiancare il Boeing C-17 Globemaster III nel servizio operativo.

## Utilizzatori

### Militari
Stati Uniti
- United States Air Force

Dei 131 aerei consegnati, 52 ( 1 C-5A, 49 C-5B e 2 C-5C) sono stati portati allo standard C-5M, con consegne completate nel 2018. Tutti i 52 aerei aggiornati risultano in servizio all'ottobre 2020.

### Governativi
Stati Uniti
- NASA

## Curiosità
- L'altro progetto che partecipò al concorso e che venne sconfitto dal Galaxy era il Boeing Model 747, dal quale fu ricavato il famoso aereo di linea Boeing 747, che per la sua configurazione ad ala bassa venne giudicato inadeguato per il ruolo di trasporto militare. Nonostante la sconfitta, il 747 finì per rivoluzionare il trasporto civile venendo prodotto in notevoli quantità per un velivolo di tali dimensioni.

- Il vano di carico del Galaxy è di pochi centimetri più lungo del percorso coperto dal primo volo a motore della storia, eseguito nel 1903 dal Flyer dei fratelli Wright.

## Cultura di massa
- In ambito videoludico, il Galaxy compare tra i velivoli della serie di videogiochi di Ace Combat[33]. Appare inoltre in Deadly Skies III (in versione B)[34].

## Velivoli comparabili
- Airbus A380
- Antonov An-124 Ruslan
- Antonov An-225 Mriya
- Boeing 747
- Boeing C-17 Globemaster III